# La pedicura
La pedicura es una pintura sobre papel aplicado sobre lienzo del pintor francés Edgar Degas, realizada en 1873 y conservada en el Museo de Orsay de París.

## Descripción
El tema es una anticipación de las obras que Degas dedicará luego al aseo femenino. En esta obra, de hecho, el pintor elige representar a una adolescente, recién salida de la tina en la cual presumiblemente se ha dado un baño, mientras se sienta sobre un sofá de tapizado floral en un interior burgués, envuelta en un paño blanco que oculta su desnudez. Sobre el mismo sofá descansa el vestido que previamente se sacó. Estos son detalles muy elocuentes, en cuanto Degas busca intencionalmente mantener a la jovencita dentro de los cánones de la conveniencia: está por tanto todavía lejos de algunas soluciones extremas de su madurez, donde se cristalizará su deseo de desenmascarar de manera despiadada los límites físicos de los cuerpos femeninos completamente desnudos.
Pese a ello es un lienzo elaborado en total concordancia con los dictados realistas: Degas, de hecho, convierte al espectador en testigo involuntario de una escena privada no destinada a ojos extraños, que precisamente por este motivo parece estar siendo espiada «por el ojo de la cerradura», como el mismo pintor gustaba a menudo repetir. Hacia la izquierda, un hombre calvo que le está haciendo la pedicura se reclina, ayudado por la joven que coloca el pie sobre una silla, también cubierta por una sábana blanca. En la parte superior izquierda, un mesita acoge algunos objetos indispensables para la higiene personal. Eligiendo un tema relativo a la cura y tratamiento estético de los pies, por lo tanto, Degas soluciona este tranche de vie (trozo de vida) en la tranquilidad doméstica de una habitación burguesa de la época.
La pedicura, además, atestigua el gran eclecticismo que animó toda la carrera de Degas, dispuesto desde el principio a medirse con técnicas artísticas muy diversas. Mientras Monet, por ejemplo, nunca abandonó el óleo sobre lienzo, Degas probó diversas posibilidades y de ese modo descubrió un soporte que le era absolutamente agradable, el papel, como en  La pedicura.